# 1º Gruppo caccia "Asso di bastoni"
Il 1º Gruppo caccia «Asso di bastoni», articolato in tre squadriglie (1ª Squadriglia «Asso di bastoni», 2ª Squadriglia «Vespa incacchiata» e 3ª Squadriglia «Arciere»), fu il primo reparto da caccia istituito dall'Aeronautica Nazionale Repubblicana della Repubblica Sociale Italiana, ricostituitasi con equipaggi italiani dopo l'armistizio di Cassibile.

## Storia

### Le origini
Nell'ottobre 1943, in seguito alla costituzione nel nord Italia dell'Aeronautica Nazionale Repubblicana (ANR) e al bando di arruolamento del sottosegretario all'aeronautica Ernesto Botto, molti piloti della ex-Regia Aeronautica si presentarono ai comandi intenzionati a proseguire la guerra affiancando i tedeschi. A novembre nacque il 1º Gruppo caccia organizzato su tre squadriglie, presto soprannominato «Asso di Bastoni» in ricordo del 153º Gruppo, al cui comando venne messo il maggiore Luigi Borgogno, affiancato dal carismatico e trainante capitano Adriano Visconti, dal 19 dicembre comandante della 1ª Squadriglia. La nuova unità si spostò dall'aeroporto di Torino-Mirafiori a Lagnasco, dove i piloti ripresero confidenza con i caccia Macchi M.C.205 «Veltro» addestrandosi a un nuovo schema tattico di coppia (capo-gregario), mutuato dall'aeronautica tedesca, la Luftwaffe, e inusuale per i piloti italiani, abituati a privilegiare l'iniziativa individuale.

### L'avvio delle operazioni

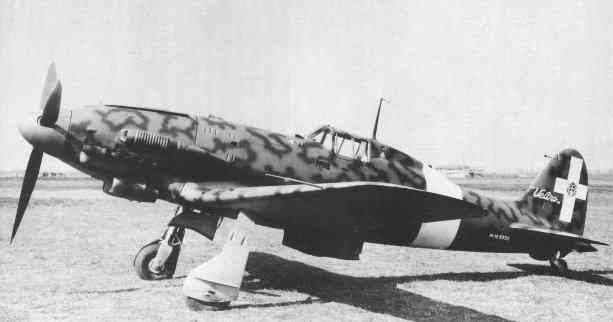
Un Macchi M.C.205 con la livrea della Regia Aeronautica simile a quelli di cui vennero dotate le squadriglie del 1º Gruppo

A fine dicembre cominciarono i voli di pattuglia sui cieli piemontesi, che culminarono il 3 gennaio 1944 con l'attacco effettuato da nove M.C.205 della 1ª Squadriglia «Asso di Bastoni» contro una formazione di bombardieri statunitensi Boeing B-17 Flying Fortress appartenente 99th Bombardment Group, avvistati dalla rete radar tedesca. I piloti italiani non riuscirono a raggiungere i bombardieri nemici perché ostacolati dalla caccia di scorta fornita dai Lockheed P-38 Lightning, ma abbatterono ugualmente quattro di questi ultimi aerei, il primo dei quali abbattuto dal sergente maggiore Francesco Cuscunà, che divenne così il primo pilota dell'ANR ad abbattere un velivolo nemico. Degli altri P-38 precipitati, due vennero accreditati a Visconti e uno al sottotenente Remo Lugari; un quinto P-38 si sfasciò sulle Alpi Marittime dopo essere stato pesantemente danneggiato dal caccia del sottotenente Giovanni Sajeva. Il successo permise al sottosegretario Botto, il giorno successivo, di chiedere e ottenere dai tedeschi il permesso di dipingere sui propri aerei, in sostituzione delle insegne della Luftwaffe ancora presenti, una bandiera italiana in fusoliera e coppie invertite di fasci littori sulle ali.
Il 24 gennaio il 1º Gruppo caccia si trasferì all'aeroporto di Udine-Campoformido, mentre in Piemonte restò la Squadriglia complementare d'allarme «Montefusco». Il ridispiegamento avvenne in un'ottica di protezione della Germania meridionale dai bombardieri statunitensi provenienti dal sud Italia, che in genere passavano sopra il Friuli prima di sconfinare nel Terzo Reich. Il 24 gennaio ventiquattro Macchi di tutte e tre le squadriglie del 1º Gruppo (la 1ª, come già detto, comandata da Visconti, la 2ª dal capitano Marco Marinone e la 3ª da Pietro Calistri) decollarono per intercettare dei Consolidated B-24 Liberator segnalati sopra i 5.000 m: il gregario di Visconti, Giuseppe Marconcini, distrusse un bombardiere, ma è possibile che altrettanto fece lo stesso Visconti, mentre è sicuro che i tenenti Satta, Cartosio e Talamini fecero precipitare in collaborazione un quadrimotore, sebbene il primo dovette paracadutarsi dopo che le torrette difensive del bombardiere gli avevano danneggiato l'aereo.
Se si escludono gli incidenti, le prime perdite umane del 1º Gruppo caccia si verificarono il 30 gennaio seguente contro dei cacciabombardieri Republic P-47 Thunderbolt di scorta a dei B-24. Con Visconti in testa, sedici M.C.205 volarono verso la formazione nemica, venendo ingaggiati sopra Codroipo dai P-47 del 325th Fighter Group: il maresciallo Carlo Magnaghi riuscì ad abbatterne due, uno il sergente maggiore Luigi Gorrini, un altro il tenente Giuseppe Re (costretto però a paracadutarsi per gli eccessivi danni al suo aereo), mentre il sottotenente Natalino Stabile fece precipitare un bombardiere; per contro, le perdite italiane furono del comandante della 2ª squadriglia, Marinone, del sottotenente Luciano Cipiciani e del tenente Luigi Torchio, entrato in autorotazione nel tentativo di inquadrare nel mirino un P-47 e schiantatosi al suolo. Dal 31 gennaio il tenente Amedeo Guidi prese il comando della 2ª squadriglia del gruppo.
I combattimenti continuarono per tutto febbraio fin sopra Fiume, Pola, Lubiana e Klagenfurt. Il 23 del mese una pattuglia di Messerschmitt Bf 109 tedeschi sparò per errore sull'aereo del comandante Borgogno, che si buttò in paracadute sbattendo però con la spalla contro il timone del suo Macchi. L'incidente costrinse Borgogno in ospedale per mesi, e il suo posto venne preso da Visconti, che lasciò la guida della 1ª Squadriglia al tenente Giuseppe Robetto. Le perdite patite a terra (dalle incursioni nemiche sulla pista) e in volo obbligarono alcuni piloti del gruppo a ritirare alcuni nuovi M.C.205 direttamente dalla Macchi di Lonate Pozzolo.

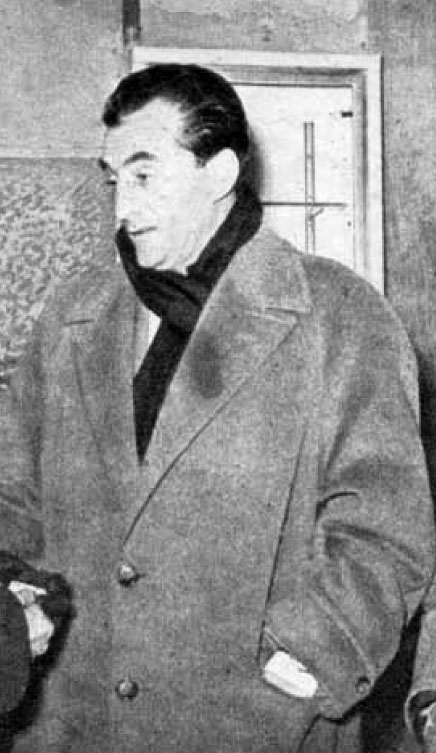
Adriano Visconti, dalla fine del febbraio 1944 comandante del 1º Gruppo caccia dell'ANR

### Da Campoformido e Reggio Emilia
L'11 marzo 1944 trentotto M.C.205 del 1º Gruppo caccia presero parte a un'azione per contrastare un intenso bombardamento statunitense sulla città di Padova condotto da più di cento Boeing B-17 «fortezze volanti» scortati da oltre cinquanta P-47 Thunderbolt del 325th Fighter Group, che colpirono lo scalo ferroviario di Padova ma causando anche la distruzione della Cappella Ovetari nella Chiesa degli Eremitani. Stando a un'altra fonte i bombardieri statunitensi erano dei B-24 e, compresa la scorta di P-47 e P-38, erano forti di trecentottanta velivoli. Nel corso del combattimento, che durò quaranta minuti, la 1ª Squadriglia riuscì ad abbattere sei Thunderbolt, perdendo però i tenenti Guerino Bortolani e Giovanni Battista Boscutti, mentre la 2ª e 3ª Squadriglia riuscì a segnare sei vittorie complessive (tre bombardieri e tre caccia di scorta) al prezzo di un pilota ucciso (sottotenente Castellani) e un aereo distrutto (il parigrado Stella che fece un atterraggio d'emergenza nei pressi di Adria). Se sul numero delle perdite statunitensi non c'è certezza, in quanto i numeri dell'USAAF discordano da quelli dell'ANR e considerando anche che quel giorno i Bf 109 tedeschi abbatterono altri bombardieri, per il gruppo «Asso di bastoni» la perdita di quattro aerei e tre piloti comportò una riduzione del 10% della forza complessiva del reparto. Alcuni velivoli avendo finito la benzina non riuscirono a rientrare alla base di Campoformido e dovettero atterrare in aeroporti più vicini. I piloti statunitensi protagonisti dell'azione sottolinearono la forte aggressività degli aerei italo-tedeschi e ammisero la perdita di due velivoli e il grave danneggiamento di altri sette.
Il 12 marzo i tenenti Emilio Marchi e Gianni Levrini si fecero portavoce della protesta dei piloti del 1º Gruppo verso il licenziamento del sottosegretario Botto, allontanato per i suoi contrasti con i gerarchi fascisti che intendevano politicizzare e fascistizzare le forze armate dell'RSI. Marchi e Levrini scrissero a Roberto Farinacci con uno scambio di lettere che si protrasse fino al 28 marzo, senza tuttavia ottenere il reintegro di Botto.
In un altro scontro avvenuto il 18 marzo trovò la morte, lungo la costa istriana, il sergente maggiore Angelo Zaccaria, forse colpito dai piloti statunitensi mentre era appeso al paracadute che era stato costretto ad aprire dopo che il suo Macchi era stato danneggiato dai caccia Republic P-47. La morte del sergente maggiore avvenne nell'ambito di una battaglia che vide coinvolti trenta M.C.205 del 1º Gruppo e oltre sessanta Bf 109 del Jagdgeschwader 77 (77º stormo caccia – JG 77) dell'Oberstleutnant (tenente colonnello) Johannes Steinhoff fronteggiare circa cinquecentoquaranta aerei statunitensi tra caccia e bombardieri: i piloti Stella, Benati e Marconcini incendiarono ciascuno un P-47 e, distratta la scorta, il sergente maggiore Diego Rodoz ne poté approfittare per spezzare a metà con le sue armi un quadrimotore, imitato dal tenente Robetto e dal sergente maggiore Giampiero Svanini, mentre un altro bombardiere venne abbattuto dal maresciallo Luigi Morosi in collaborazione con Steinhoff.

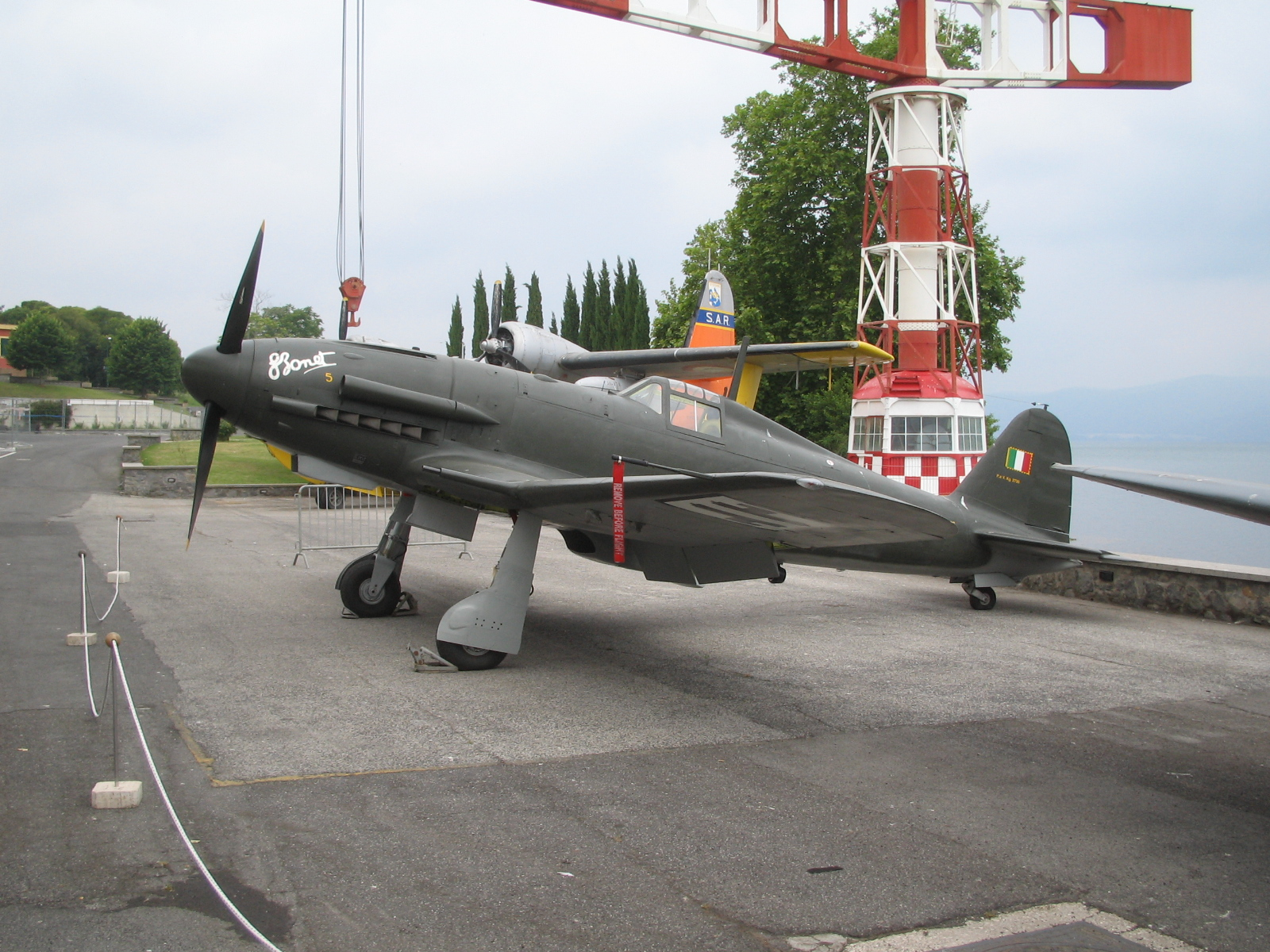
Un Fiat G.55 con la livrea ANR esposto presso il Museo storico dell'Aeronautica Militare di Vigna di Valle

Dopo alcuni scontri minori, il 28 marzo l'intero 1º Gruppo (trentatré M.C.205) intercettò una formazione avversaria (oltre cento tra bombardieri e caccia di scorta) sopra Comacchio, in procinto di dividersi in due tronconi, uno diretto a nord e un altro a nord-ovest. A sua volta, anche Visconti divise i suoi aerei e, salendo a circa diecimila metri, sopra sia ai bombardieri che ai caccia di scorta, ordinò l'attacco che distrusse almeno due Liberator e cinque P-38. Sembra comunque che in realtà il numero di P-38 perso dagli statunitensi fosse in numero di tre. Nello scontro venne ucciso nei pressi di Argenta il sergente maggiore Alverino Capatti, mentre il tenente Nino Pittini dovette lanciarsi ferito col paracadute. Il 7 aprile i caccia italo-tedeschi distrussero diciassette bombardieri di ritorno dopo aver colpito Treviso (quattordici attribuiti al JG 77 e tre all'Asso di Bastoni).
Il 24 aprile il 1º Gruppo fu trasferito all'aeroporto di Reggio Emilia per avvicinarsi alle rotte principali dei bombardieri nemici. Il 2 maggio ci fu il primo (mancato) incontro tra gli M.C.205 e un fotoricognitore North American P-51 Mustang, che grazie alla sua notevole velocità riuscì a dileguarsi indenne. Poche ore dopo i «Veltro» italiani erano impegnati a evitare a una formazione di B-17 di bombardare la nuova sede di Reggio Emilia, senza tuttavia riuscirci: i piloti statunitensi bombardarono la città emiliana e l'annesso campo d'aviazione, distruggendo al suolo un paio di M.C:205 e un aereo da collegamento Caproni Ca.309. Azioni del genere si ripeterono più volte infliggendo dure perdite al 1º Gruppo (già in cronica inferiorità numerica), che in quel momento era, Luftwaffe a parte, il pilastro della difesa aerea dell'Italia settentrionale.
Nella seconda metà di maggio andarono persi tra incidenti e combattimenti dieci «Veltro», con la morte di cinque piloti e il ferimento di altri. Agli inizi di giugno al 1º Gruppo caccia rimanevano trentadue M.C.205 e un Saiman 202 da collegamento e addestramento. L'unità fu quindi rinforzata facendovi affluire ventisette Fiat G.55 «Centauro» provenienti dal 2º Gruppo caccia «Gigi Tre Osei» e dalla Squadriglia complementare d'allarme «Montefusco-Bonet», che venne inglobata nella struttura del gruppo di Visconti. Come risultato, la 1ª e 3ª Squadriglia montavano sia G.55 sia M.C.205, mentre la 2ª volava unicamente sui «Veltro». Il debutto dei nuovi caccia avvenne il 9 giugno quando vennero abbattuti due B-24 a est di Venezia (tenente Robetto e sergente maggiore Chiussi) e un P-38 sopra Lubiana (sottotenente Morandi).
Il 15 giugno, durante una missione sulla Toscana, fu abbattuto il 50º aereo attribuito al 1º Gruppo e il capitano Visconti fu promosso al grado di maggiore. Il 26 luglio furono abbattuti 5 Douglas A-20 Havoc/Boston britannici.

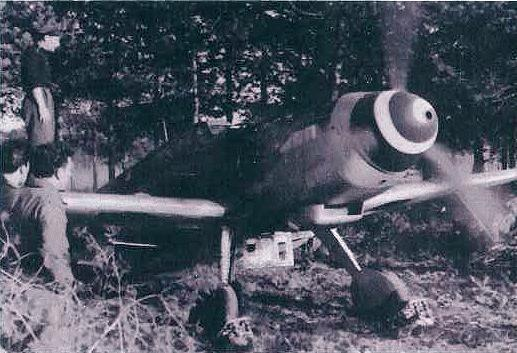
Messerschmitt Bf 109 G-10 dell'Aeronautica Nazionale Repubblicana a Malpensa

### Il «colpo di stato» della Luftwaffe
Il 25 agosto l'aeronautica repubblicana affrontò una grave crisi provocata dalla Luftwaffe che di fatto sciolse i reparti aerei italiani per farli confluire nella «Legione aerea italiana» da porre sotto il diretto controllo tedesco del comandante Maximilian Ritter von Pohle; alla fine di ottobre il 1º gruppo fu trasferito ad addestrarsi in Germania. Nel campo di Holzkirchen, le squadriglie di Visconti si addestrarono con i nuovi aerei Messerschmitt Bf 109 che avrebbero sostituito i Fiat G.55 «Centauro». Il Gruppo rientrò in Italia solo nel gennaio 1945 e prese posizione nel Campo della Promessa di Lonate Pozzolo dove nel mese di marzo tornò pienamente operativo.
L'ultima missione fu effettuata il 19 aprile 1945 contro due Consolidated B-24 Liberator americani, che stavano lanciando rifornimenti ai partigiani italiani riuscendo ad abbatterne uno, a opera del tenente Oddone Colonna, ma perdendo il caccia pilotato da Aurelio Morandi probabilmente colpito dallo stesso bombardiere o, secondo altre fonti, dalla contraerea svizzera avendo sconfinato nello spazio aereo elvetico. Nel frattempo il 2º Gruppo caccia «Gigi Tre Osei», levatosi in volo contro gli stessi due velivoli, fu intercettato dalla scorta e subì 5 abbattimenti senza riportare alcuna vittoria, 4 piloti si salvarono lanciandosi col paracadute mentre morì il sergente Renato Patton a causa di un difetto di funzionamento del paracadute. Fu l'ultimo caduto dell'Aeronautica Nazionale Repubblicana in combattimento aereo.

### La fine della guerra
Il 25 aprile il maggiore Visconti fece confluire tutto il personale nella caserma di Gallarate. E nonostante ci fosse un accordo con il CLN dell'ingegnere democristiano Enrico Vismara, si approntò un sistema di difesa. Il 28 aprile fu stipulato un atto di resa che garantiva l'incolumità di tutto il personale (circa mille uomini) e la consegna delle armi di tutti i sottufficiali. Il 29 mattina si effettuò la consegna delle armi ai partigiani nel piazzale della caserma.
Giunti a Milano gli ufficiali furono separati dal resto della truppa. Gli ufficiali furono portati nella caserma del «Savoia Cavalleria» diventata la sede della brigate partigiane «Rocco» e «Redi». Qui, contrariamente agli accordi, furono disarmati e un'ora dopo il maggiore Adriano Visconti e il suo aiutante Stefanini Valerio, chiamati per un interrogatorio, furono uccisi nel cortile in circostanze mai chiarite. Il comando della caserma fu allora assunto dal colonnello Della Beffa, rappresentante del Governo  di Ivanoe Bonomi, che per evitare altri assassinii fece trasferire tutti gli ufficiali nel carcere militare. Il 4 maggio tutti gli ufficiali furono rimessi in libertà.

## Assi del 1º Gruppo caccia «Asso di bastoni»
- Adriano Visconti
- Giovanni Battista Boscutti[21]
- Francesco Cuscunà
- Cesare Erminio
- Guido Fibbia
- Luigi Gorrini
- Amedeo Guidi
- Carlo Magnaghi
- Emilio Marchi
- Aurelio Morandi
- Gino Pizzati
- Giuseppe Robetto

Al 1º Gruppo Caccia «Asso di bastoni» furono ufficialmente attribuite 113 vittorie confermate e 45 probabili.

## Velivoli impiegati
- Macchi M.C.205 «Veltro» – dicembre 1943-giugno 1944.
- Fiat G.55 «Centauro» - giugno 1944-novembre 1944.
- Messerschmitt Bf 109 - novembre 1944-aprile 1945.